# Jiří Matas
Jiří Matas (* 6. srpna 1964) je český vědec a profesor. Působí na Fakultě elektrotechnické Českého vysokého učení technického v Praze v oblasti počítačového vidění. Je vedoucím skupiny vizuálního rozpoznávání v Centru strojového vnímání. Jiří Matas je mimo jiné autorem MSER.
Jiří Matas získal titul inženýra na ČVUT v Praze a pak doktorát na univerzitě v Surrey. Publikoval více než 200 článků v recenzovaných časopisech a na konferencích. Jeho h-index je 29 dle Thomson-Reuters Web of Science a 71 dle Google Scholar. Je garant oboru Computer Science v NF Neuron. Přednášel na šestém setkání Pražského informatického semináře 25. 9. 2014. Ve Finsku byl oceněn jako finský význačný profesor (Finland distinguished professor, FiDiPro).